# Villa Urquiza (Entre Ríos)
Pour les articles homonymes, voir Villa Urquiza.
Villa Urquiza est une localité rurale argentine située dans le département de Paraná et dans la province d'Entre Ríos.

## Géographie
La municipalité comprend la ville du homonyme et une zone rurale composée de Colonia Nueva et de La Balsa (Colonia Vieja),. Elle est située à 42 km (par l'asphalte) au nord de la capitale provinciale. Elle a été fondée par le général Justo José de Urquiza en 1860 sur une colonie qui avait vu le jour en 1853. Villa Urquiza, ainsi qu'Esperanza sont les deux plus anciennes colonies d'immigrants qui ont réussi à se maintenir dans le pays. Villa Urquiza est actuellement un village d'été sur la côte du río Paraná.

## Histoire

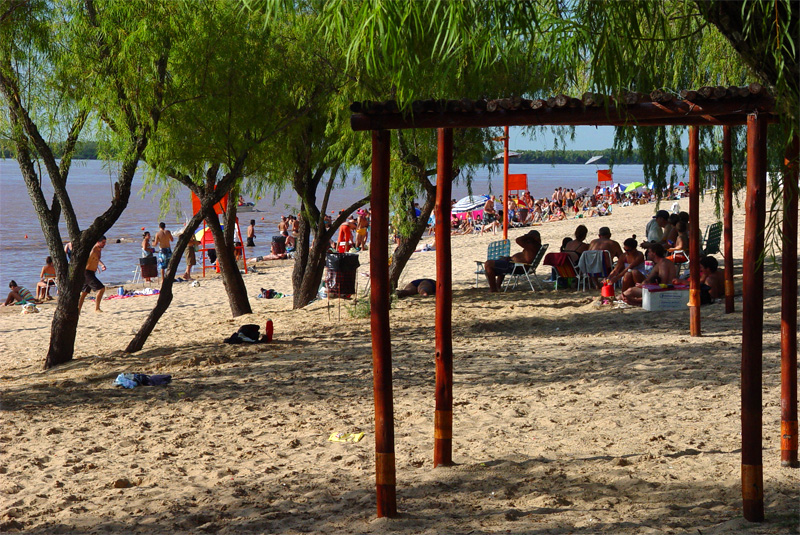
Plage de Villa Urquiza.

Sur ordre d'Urquiza, le 1er septembre 1853, le colonel Manuel de Clemente établit la première colonie agromilitaire d'Argentine (Primera Colonia Agrícola-Militar Las Conchas) avec plusieurs familles de soldats allemands qui avaient combattu lors de la bataille de Caseros. Le gouvernement de la Confédération leur a donné 100 pesos chacun et des outils agricoles, mais ces ex-militaires ont vendu ou abandonné leurs fermes. En 1855, le commandant militaire du département de Paraná, le colonel Doroteo Salazar, prend en charge la colonie et une famille allemande s'installe spontanément, ce qui donne lieu à une nouvelle implantation de colons.
En 1856, le gouvernement de la Confédération argentine a accordé une concession de 12,5 lieues de terre dans la zone de l'Arroyo de las Conchas aux hommes d'affaires Vanderest et Saint Hilaire, et un groupe de colons allemands s'y est établi. En 1856 également, une concession de 400 blocs a été accordée pour l'installation de familles originaires de Belgique, étendue l'année suivante à 600 blocs supplémentaires. En 1857, une autre concession a été accordée à 8 familles du canton suisse du Valais, qui étaient venues s'installer dans le pays à Aldea San Juan, dans la province de Corrientes. Le 4 août 1857, le gouvernement a créé une école pour les enfants des colons. L'abandon des concessionnaires a conduit le gouvernement national à prendre en charge les colons, renommant la colonie Colonia Urquiza par décret en 1858.
Par la loi provinciale du 10 septembre 1860, Villa Urquiza a été fondée au sein de la colonie pour être le chef provisoire du département de Paraná, car la ville de Paraná était la capitale provisoire de la Confédération argentine et était fédéralisée et séparée du territoire d'Entre Ríos. La loi a été adoptée le 7 septembre 1860 :

« Une ville appelée Urquiza est érigée sur la côte du río Paraná, dans le district de Las Conchas, département du Paraná, avec le caractère provisoire de chef de ce département.

Art. 2. Une lieue carrée de terrain est désignée pour la ville nouvelle et ses faubourgs.

Art. 3. Autoriser le P. E. à faire les dépenses nécessaires pour la délimitation de la Villa Urquiza. »

Un décret du 25 octobre 1860 fixe la date du 8 décembre 1860 pour l'installation solennelle du village. Le 2 décembre 1861, la ville de Paraná a été réincorporée à la province d'Entre Ríos par un décret du gouverneur Urquiza, de sorte que Villa Urquiza est restée comme une délégation au sein du département, qui comprenait les districts de Tala et Antonio Tomás et avec un délégué politique à la tête et un juge de paix. Quelque temps plus tard, des familles d'immigrants sont arrivées de Suisse, d'Allemagne, du Pays basque et de France. En 1876, une extension de trois lieues appelée Colonia Nueva a été créée. Le 13 mai 1872, la loi sur les municipalités a été adoptée, imposant la création d'une municipalité à Villa Urquiza. Après la tenue d'élections, les premières municipalités sont installées dans la province le 1er janvier 1873. L'année suivante, la municipalité est supprimée en raison du manque de budget.
Le 9 novembre 1889, le gouverneur Basavilbaso décrète la nouvelle création de la municipalité de Villa Urquiza :

« Art. 1. La délégation de Villa Urquiza est constituée en tant que municipalité avec les prérogatives accordées par la loi organique des municipalités.

Art. 2. La commune est divisée en quartiers urbains et en quartiers suburbains, de la manière déterminée par la commune.

La municipalité de Villa Urquiza sera composée d'un maire et de six conseillers, comme le prévoit le 7e paragraphe de l'article 186 de la Constitution. »

Cependant, la municipalité n'est pas devenue effective et dans les années 1970, un conseil d'administration a été créé. La municipalité de deuxième catégorie a finalement été créée le 15 octobre 1985 par le décret no 4090/1985 MGJE du gouverneur Sergio Montiel L'ejido municipal a été étendu par la loi 8860 du 13 septembre 1994 pour inclure une partie de la juridiction du conseil de gouvernance de Colonia Crespo. Après la réforme constitutionnelle, les catégories de communes ont été supprimées, prenant effet à Villa Urquiza le 10 décembre 2011.

## Religion
| Archidiocèse | Paraná                |
| ------------ | --------------------- |
| Paroisses    | Inmaculada Concepción |